# Branduardi '81

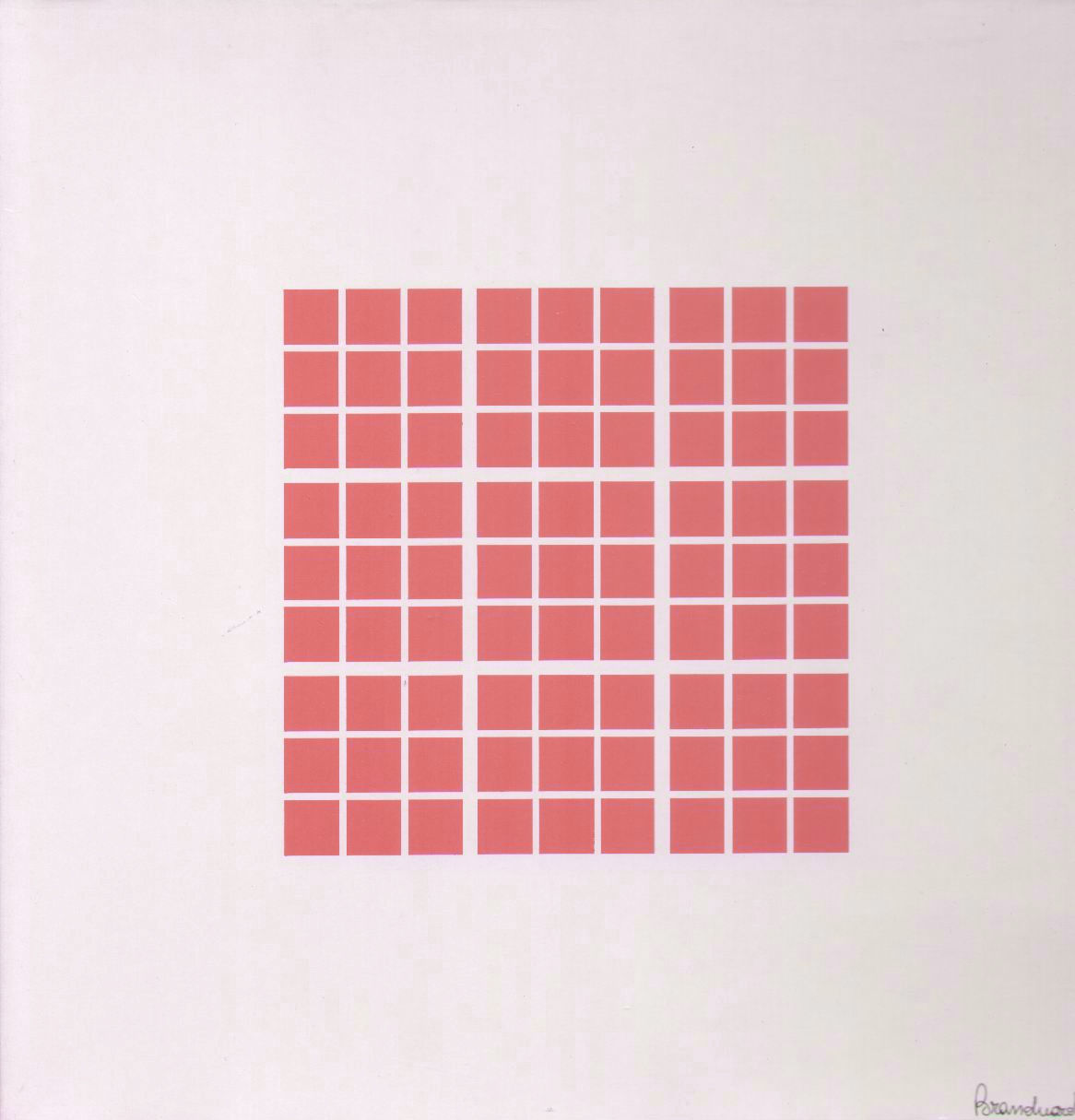
Copertina dell'album

Angelo Branduardi è un album del cantautore italiano Angelo Branduardi, pubblicato nel 1981. 
È comunemente noto anche come "Branduardi '81", denominazione utilizzata anche per distinguere questo disco dall'album d'esordio del cantautore, pubblicato sette anni prima, anch'esso privo di un titolo specifico (e ristampato di fatto come Angelo Branduardi '74).
Nono album di nove canzoni per nove anni di attività, come suggerisce anche la copertina formata da nove serie di nove quadrati di colore rosa (azzurri per l'edizione francese).
In alcuni casi questo album è stato anche indicato con il titolo arbitrario di "purple box" per l'edizione italiana (dal disegno di copertina).
Dopo le maestosità degli arrangiamenti degli anni '70, culminati nel triplo LP Concerto, l'intenzione dell'autore era di semplificare le sonorità, «mentre prima volevo sempre aggiungere in questo disco ho cercato di togliere» ha dichiarato in una intervista. 
Questa nitidezza musicale unita ad un livello di suono notevole per l'epoca, produce un disco molto piacevole, a tratti perfino ipnotico, come in "Girotondo" e soprattutto "La collina del sonno".
Le canzoni sono tutte di Branduardi, e anche qui i testi sono scritti assieme alla moglie Luisa Zappa. La cagna riprende una poesia di Sergej Aleksandrovič Esenin intitolata Canzone canina. Per la canzone I tre mercanti la musica è firmata da Branduardi e dal tastierista Franco Di Sabatino. I testi della versione francese sono di Étienne Roda-Gil.
Alcuni brani, pur essendo accreditati musicalmente a Branduardi, risultano essere trascrizioni fedeli di antiche melodie, come The Silkie ("La cagna") o il Branle Gay di Jean-Baptiste Besard ("Vola") che verrà ripreso anche nel disco L'infinitamente piccolo del 2000.

## Tracce versione italiana
1. L'amico - 2:51
2. Girotondo - 6:19
3. La cagna - 3:37
4. I tre mercanti - 3:50
5. Barche di carta - 4:11
6. Musica - 5:15
7. La collina del sonno - 5:37
8. Il disgelo - 4:03
9. Vola - 4:47

## Tracce versione francese
1. L'ami oublié
2. Ronde sur la terre ronde
3. Les enfants de la chienne
4. Les trois cavaliers
5. Chateaux et faneaux
6. Toujours la musica
7. Le gardien de pierre
8. Le bateau et le glacier
9. Les dernières ormes

## Formazione
- Angelo Branduardi – voce, cori, violino, chitarra, flauto di Pan, flauto dolce, ARP, percussioni
- Paul Buckmaster – pianoforte, Fender Rhodes, percussioni
- Giorgio Cocilovo – chitarra acustica, chitarra elettrica
- Gigi Cappellotto – basso
- Andy Surdi – batteria, percussioni
- Franco Di Sabatino – pianoforte, tastiera, campane tubolari
- Gianni Zilioli – marimba
- Ares Tavolazzi – basso fretless in I tre mercanti e Il disgelo